# Klaus Ellerhusen Holm
Klaus Ellerhusen Holm (* 30. Juli 1979 in Oslo) ist ein norwegischer Jazz- und Improvisationsmusiker (Klarinette, Altsaxophon, Baritonsaxophon, Komposition).

## Leben und Wirken
Holm begann im Alter von sechs Jahren mit dem Kornett zu spielen, wechselte aber bald darauf zum Saxophon. Er erwarb einen Bachelor-Abschluss an der Jazzabteilung des Musikkonservatoriums Trondheim und studierte Komposition an der Norwegischen Musikakademie. Holm begann in den frühen 2000er-Jahren in der norwegischen Jazzszene zu arbeiten; erste Aufnahmen entstanden 2004 mit dem Trio Roundtrip (Album Two Way Street), dem auch Ole Morten Vågan und Ole Thomas Kolberg angehörten. Unter eigenem Namen (Klaus Holm Kollektif) legte er 2007 das Album What Was That You Said? vor, mit Vågan, Kolberg und Mattias Ståhl. In den folgenden Jahren spielte er u. a. mit dem Geir Lysne Listening Ensemble, Ingebrigt Håker Flaten, der Extra Large Unit um Paal Nilssen-Love und mit dem Trondheim Jazz Orchestra. Er arbeitete auch im Duo-Format mit dem Gitarristen David Stackenäs und ab 2012 im Trio Ballrogg mit Roger Arntzen und Ivar Grydeland.
Im Laufe seiner Karriere trat Holm in 17 Ländern auf, u. a. beim Jazzfestival Saalfelden,  Music Unlimited Wels, Portalegre Jazzfestival sowie auf den meisten großen norwegischen Jazzfestivals. Er hat auch mit Arild Andersen, Mats Äleklint, Johan Berthling, Xavier Charles, Clare Cooper, Jim Denley, Axel Dörner, Michael Duch, John Edwards, Sidsel Endresen, Sture Ericson, Dag Magnus Narvesen und Brede Sørum zusammengearbeitet. Im Bereich des Jazz war er laut Tom Lord zwischen 2004 und 2020 an 17 Aufnahmesessions beteiligt.
Zu  Holms Einflüssen auf seinen Hauptinstrumenten Alt- und Baritonsaxophon gehören Eric Dolphy und Sonny Simmons. Holm lebt derzeit in Trondheim und arbeitet im Bereich der improvisierten Musik und den Randbereichen des Jazz.

## Diskographische Hinweise
- Ballrogg – Klaus Ellerhusen Holm, Roger Arntzen, Ivar Grydeland: Cabin Music (Hubro Music, 2012)
- Honest John: International Breakthrough (2016)
- David Stackenäs & Klaus Ellerhusen Holm: Dayton's Bluff (Particular Recordings, 2018)
- Ballrogg: Rolling Ball (Clean Feed Records, 2020), mit David Stackenäs, Roger Arntzen
- Trondheim Jazz Orchestra: Om du reser mycket (MNJ Records, 2021)
- Klaus Ellerhusen Holm & Andreas Røysum: Quantum Teleportation (Nakama, 2023)